# Vlag van Berlicum

Vlag van de gemeente Berlicum
(1974-1996)

De vlag van Berlicum werd op 15 maart 1974  bij raadsbesluit vastgesteld als de gemeentelijke vlag van de gemeente Berlicum in de Nederlandse provincie Noord-Brabant. De vlag is in het raadsbesluit als volgt beschreven:
Een gele broeking, met op het midden een zwarte gaande beer, en een van zwart en geel geschaakte vlucht van 4 x 4 stukken, of zoveel stukken in de lengte meer als de lengte van de vlag zal vereisen.
De kleuren geel en zwart zijn afkomstig uit het gemeentewapen, evenals de beer, wat het sprekende stuk is dat naar de naam verwijst. Het geblokte deel is mogelijk een verwijzing naar de provincievlag. Opvallend is de vermelding van een groter aantal stukken bij een langere vlag. Daarmee wordt de lengte van de vlag bepaald als ten minste 3:2 van de hoogte, met een ongedefinieerd maximum. Niet vermeld is een dunne zwarte lijn die beide delen van de vlag van elkaar scheidt.
Op 1 januari 1996 is Berlicum opgegaan in de gemeente Sint-Michielsgestel, waarmee de vlag als gemeentevlag kwam te vervallen. De gemeenteraad van Sint- Michielsgestel heeft op 27 juni 1996 en 27 februari 1997 besloten om de vlag ongewijzigd vast te stellen als dorpsvlag voor dit gebiedsdeel.

## Verwante afbeeldingen

Wapen van Berlicum

Aalburg 
· Aarle-Rixtel 
· Alphen en Riel 
· Bakel en Milheeze 
· Beek en Donk 
· Beers 
· Berghem 
· Berkel-Enschot 
· Berlicum 
· Bladel en Netersel 
· Borkel en Schaft 
· Boxmeer 
· Budel 
· Chaam 
· Cuijk 
· Cuijk en Sint Agatha 
· Den Dungen 
· Diessen 
· Dinteloord en Prinsenland 
· Drunen 
· Dussen 
· Engelen 
· Erp 
· Esch 
· Escharen 
· Fijnaart en Heijningen 
· Geffen 
· Geldrop 
· Gemert 
· Giessen 
· Ginneken en Bavel 
· Grave 
· 's Gravenmoer 
· Haaren 
· Halsteren 
· Haps 
· Heesch 
· Heeswijk-Dinther 
· Heeze 
· Helvoirt 
· Hoeven 
· Hooge en Lage Mierde 
· Hooge en Lage Zwaluwe 
· Hoogeloon, Hapert en Casteren 
· Huijbergen 
· Klundert 
· Landerd 
· Leende 
· Liempde 
· Lieshout 
· Lith 
· Luyksgestel 
· Maarheeze 
· Maasdonk 
· Made en Drimmelen 
· Megen, Haren en Macharen 
· Mierlo 
· Mill en Sint Hubert 
· Moergestel 
· Nieuw-Ginneken 
· Nieuw-Vossemeer 
· Nistelrode 
· Nuland 
· Oeffelt 
· Oost-, West- en Middelbeers 
· Oploo, Sint Anthonis en Ledeacker 
· Ossendrecht 
· Oud en Nieuw Gastel 
· Oudenbosch 
· Prinsenbeek 
· Putte 
· Raamsdonk 
· Ravenstein 
· Reusel 
· Riethoven 
· Rijsbergen 
· Rijswijk 
· Roosendaal en Nispen 
· Rosmalen 
· Schaijk 
· Schijndel 
· Sint Anthonis 
· Sint-Oedenrode 
· Sprang-Capelle 
· Standdaarbuiten 
· Terheijden 
· Teteringen 
· Uden 
· Udenhout 
· Veghel
· Vessem, Wintelre en Knegsel 
· Vierlingsbeek 
· Vlijmen 
· Wanroij 
· Waspik 
· Werkendam 
· Westerhoven 
· Willemstad 
· Woudrichem 
· Wouw 
· Zeeland 
· Zevenbergen
Acht
· Alphen
· Bavel
· Berghem
· Berlicum
· Biest-Houtakker
· Borkel en Schaft
· Chaam
· Cromvoirt
· Cuijk
· Den Dungen
· Dinteloord
· Effen
· Esch
· Galder
· Geeren-Noord
· Gemonde
· Haagse Beemden
· Haaren
· Halsteren
· Helvoirt
· Herpen
· Heusden
· Langenboom
· Leur
· Megen, Haren en Macharen
· Moergestel
· Nieuw-Vossemeer
· Nuland
· Olland
· Orthen
· Princenhage
· Ravenstein
· Rosmalen
· Sint-Michielsgestel
· Sprang
· Steenbergen
· Strijbeek
· Teteringen
· Ulvenhout
· Udenhout
· Velp
· Vierlingsbeek
· Waspik
· Wintelre